# 梁英 (明朝)
梁英（1481年—？年），字邦彦，河南開封府祥符縣人，民籍。

## 生平
治《詩經》，河南鄉試第七十八名舉人，年四十三歲中式嘉靖二年（1523年）癸未科會試第三百三十五名，第三甲第一百九十名進士。

## 家族
曾祖梁聚。祖父梁增。父梁美。母劉氏，继母李氏。具庆下。弟梁雄。